# George W. Schuyler
George Washington Schuyler (* 2. Februar 1810 in Stillwater, New York; † 1. Februar 1888 in Ithaca, New York) war ein US-amerikanischer Geschäftsmann, Schriftsteller und Politiker. Er war von 1864 bis 1865 Treasurer of State von New York. Sein Sohn Eugene Schuyler (1840–1890) war Schriftsteller und Diplomat, und seine Tochter Georgiana (1844–1916) die Ehefrau des Schriftstellers und Journalisten George Webb Appleton.

## Werdegang
George Washington Schuyler wurde 1810 im Saratoga County geboren. Die Familie Schuyler zog 1811 nach Ithaca (New York). Seine Kindheit war vom Britisch-Amerikanischen Krieg überschattet. Er war auf der Familienfarm tätig und besuchte die öffentlichen Schulen in Ithaca. Im Alter von 16 Jahren begann er in einer Apotheke zu arbeiten und erlernte dort das Handwerk. Schuyler schrieb sich 1834 an der New York University ein. Seinen Abschluss machte er dort 1837. Nach seiner Rückkehr nach Ithaca eröffnete er dort eine eigene Apotheke. Die Folgejahre waren von der Wirtschaftskrise von 1837 und dem Mexikanisch-Amerikanischen Krieg überschattet.
Schuyler verfolgte auch eine politische Laufbahn. Zu jener Zeit gehörte er der Free Soil Party an. 1848 wurde er Trustee der Village von Ithaca. Er bekleidete den Posten zwei Jahre lang. 1855 war er einer der Mitbegründer der Republikanischen Partei im Tompkins County. In der Folgezeit nahm er 1860 und 1864 als Delegierter an den Republican National Conventions teil. Während des Bürgerkrieges wurde er zum Treasurer of State von New York gewählt und bekleidete den Posten von 1864 bis 1865. Er wurde durch die Republikanische Partei und die War Democrats nominiert. Von 1866 bis 1871 war er als Superintendent im New York State Banking Department tätig. Schuyler schloss sich 1872 der Liberal Republican Party an und wurde später ein Demokrat. Er saß 1875 für das Tompkins County in der New York State Assembly. Der Gouverneur von New York Samuel J. Tilden ernannte ihn danach zum Auditor im Canal Department.
Schuyler war Trustee der Cornell University von deren Gründung an und von 1868 bis 1874 Treasurer dort.

## Werke
- 1885: Colonial New York: Philip Schuyler and His Family (Charles Scribner’s Sons; 2 Bände)